# 1928 no desporto

## Eventos
- 17 de maio - Abertura dos IX Jogos Olímpicos em Amsterdã.

### Automobilismo
- 30 de maio - Louis Meyer vence as 500 Milhas de Indianápolis. O americano é o sexto estreante a vencer a tradicional prova.[1]

### Futebol
- 20 de junho - Fundado o clube espanhol Real Valladolid.

### Xadrez
- 12 a 25 de junho -Torneio de xadrez de Bad Kissingen de 1928 em Bad Kissingen. Competição vencida por Efim Bogoljubow.[2]
- 11 de outubro a 29 de Outubro - Torneio de xadrez de Berlim de 1928, vencido por Capablanca.[3]

## Nascimentos
| Data           | Nome                | Profissão                              | Nacionalidade                 | Observações | Ref    |
| -------------- | ------------------- | -------------------------------------- | ----------------------------- | ----------- | ------ |
| 31 de janeiro  | Ênio Andrade        | ex-técnico e futebolista               | Brasil                        | m. 1997     | [ 4 ]  |
| 9 de fevereiro | Rinus Michels       | futebolista e teinador de futebol      | Países Baixos                 | m. 2005     | [ 5 ]  |
| 4 de maio      | Wolfgang von Trips  | automobilista                          | Alemanha                      | m. 1961     | [ 6 ]  |
| 9 de maio      | Barbara Ann Scott   | patinadora artística                   | Canadá                        | m. 2012     | [ 7 ]  |
| 9 de maio      | Pancho Gonzales     | tenista                                | Estados Unidos                | m. 1995     | [ 8 ]  |
| 19 de maio     | Colin Chapman       | projetista, inventor e construtor      | Reino Unido                   | m. 1982     | [ 9 ]  |
| 9 de julho     | Federico Bahamontes | ciclista                               | Espanha                       | m. 2023     | [ 10 ] |
| 16 de julho    | Bodinho             | futebolista                            | Brasil                        | m. 2007     | [ 11 ] |
| 16 de julho    | Jim Rathmann        | automobilista                          | Estados Unidos                | m. 2011     | [ 12 ] |
| 18 de julho    | Dick Button         | patinador artístico                    | Estados Unidos                | m. 2025     | [ 13 ] |
| 21 de agosto   | Chris Brasher       | atleta                                 | Reino Unido                   | m. 2003     | [ 14 ] |
| 22 de setembro | Eric Broadley       | fundador, projetista e construtor      | Reino Unido                   | m. 2017     | [ 15 ] |
| 11 de outubro  | Alfonso de Portago  | automobilista                          | Espanha · Reino Unido (nasc.) | m. 1957     | [ 16 ] |
| 19 de outubro  | René Hüssy          | futebolista e seleccionador de futebol | Suíça                         | m. 2007     | [ 17 ] |
| 21 de outubro  | José Maria Pedroto  | futebolista e teinador de futebol      | Portugal                      | m. 1985     | [ 18 ] |
| 19 de dezembro | Rubens Minelli      | futebolista                            | Brasil                        | m. 2023     | [ 19 ] |

## Mortes
| Data           | Nome             | Profissão | Nacionalidade  | Observações | Ref |
| -------------- | ---------------- | --------- | -------------- | ----------- | --- |
| 6 de janeiro   | Alvin Kraenzlein | atleta    | Estados Unidos | n. 1876     |     |
| 1º de dezembro | Arthur Gore      | tenista   | Reino Unido    | n. 1868     |     |